# Fräkentjärnen (Malå socken, Lappland, 724332-165200)
Fräkentjärnen är en sjö i Malå kommun i Lappland och ingår i Skellefteälvens huvudavrinningsområde. Sjön har en area på 0,0407 kvadratkilometer och ligger 345 meter över havet.

## Delavrinningsområde
Fräkentjärnen ingår i det delavrinningsområde (724376-165196) som SMHI kallar för Ovan Dammtjärnbäcken. Medelhöjden är 358 meter över havet och ytan är 15,24 kvadratkilometer. Det finns inga avrinningsområden uppströms utan avrinningsområdet är högsta punkten. Mensträskbäcken (Storbäcken) som avvattnar avrinningsområdet har biflödesordning 3, vilket innebär att vattnet flödar genom totalt 3 vattendrag innan det når havet efter 136 kilometer. Avrinningsområdet består mestadels av skog (48 procent) och sankmarker (42 procent). Avrinningsområdet har 0,14 kvadratkilometer vattenytor vilket ger det en sjöprocent på 0,9 procent.